# Винокуров, Александр Иванович (энергетик)
Алекса́ндр Ива́нович Виноку́ров (15 декабря 1928 — 10 августа 2004) — советский и российский энергетик, генеральный директор Свердловэнерго (1984—1994). Заслуженный энергетик РСФСР.

## Образование
Окончил Свердловский энергетический техникум (1950) и Уральский политехнический институт им. С. М. Кирова (1955, инженер-электрик).

## Биография
- 1946—1950 гг. — работал в доменном цехе Нижнесалдинского металлургического завода: дежурный электрик, начальник смены, замначальника и начальник электроцеха Верхнетагильской ГРЭС

- 1968—1974 гг. — директор Красногорской ТЭЦ
- 1974—1984 гг. — директор Верхнетагильской ГРЭС РЭУ «Свердловэнерго»
- 1984—1993 гг. — управляющий РЭУ «Свердловэнерго», с 1988 г. — генеральный директор ПО «Свердловэнерго»
- 1993—1994 гг. — генеральный директор АО «Свердловэнерго»
- 1994—1997 гг. — зам. генерального директора АО «Свердловэнерго» по социальным вопросам

Похоронен на Широкореченском кладбище Екатеринбурга.

## Награды
- Орден «Трудового Красного Знамени»,
- Орден «Знак Почета» (1966),
- Орден «Дружбы народов» (1994),
- Заслуженный энергетик РСФСР (1988),
- Почетный гражданин г. Верхний Тагил (Свердловской область),
- Медали.